# Th. Winborg & Co
Th. Winborg & Co var ett livsmedelsföretag som hade sitt ursprung i en ättiksfabrik i Stockholm som övertogs av Theodor Winborg år 1861. En ny fabrik uppfördes på Södermalm i Stockholm vid korsningen mellan Timmermansgatan och Wollmar Yxkullsgatan. Förutom ättiksprit tillverkades bordssalt, senap, soja, såser, safter och fruktviner. Verksamheten flyttades 1925 till Järla i Nacka, till lokaler som uppförts för Wideqvists Läder- och Remfabriksaktiebolag. Fabriker fanns även i Mörbylånga, en konservfabrik som startade 1942 och i Kristianstad. År 1946 hade företaget 150 anställda industriarbetare . Efter en brand 1949 i fabriken i Nacka, samt på grund av brist på kvinnlig arbetskraft i Nacka, byggdes helt nya fabriker i Kristianstad och på Öland 1951, för att flytta verksamheten från Järla. Verksamheten lämnade Järla helt 1953 och huvudkontoret förlades till Kristianstad.
Th. Winborg & Co köptes 1968 upp av Corn Products. Verksamheten ingår idag i Unilever som använder varumärket Winborgs för ättiksprit och riven pepparrot.